# Farzana Wahidy
Farzana Wahidy (persa: فرزانه واحدی)  (Kandahar, 1984) és una fotògrafa documental i fotoperiodista afganesa que ha retratat moltes dones i nenes del país. Destaca com la primera fotògrafa dona a l'Afganistan a treballar amb agències de mitjans internacionals.
Va triar aquesta professió perquè volia plasmar les històries que presenciava al llarg de la vida. A través de la fotografia, expressa les emocions que té com a dona afganesa i amplifica les veus d'altres com ella al país, sota el domini masculí. Amb tot, pretén capturar la vida quotidiana de les dones afganeses en conjunt, no solament els problemes als quals s'enfronten.
Utilitza a favor seu l'accés a la part femenina de la societat afganesa, que està fortament segregada per gèneres, per a centrar-se en les dones afganeses i els papers que hi prenen, incloses les prostitutes i les empresonades pels anomenats crims morals.

## Formació
De nena, no va deixar de formar-se ni durant la guerra civil afganesa ni entrat el règim talibà, en aquest cas en una escola subterrània. Després, va passar el batxillerat i va inscriure's a un curs de dos anys a l'Institut de Fotoperiodisme AINA. Va començar-hi el 2022 havent estat un dels 15 estudiants acceptats d'entre més de 500 sol·licitants. Hi va estudiar sota el comandament del fotoperiodista francoiranià Manoocher Deghati.

## Trajectòria
Nascuda a Kandahar el 1984, es va traslladar amb la família a Kabul a sis anys. Era encara adolescent el 1996, quan els talibans van passar a governar l'Afganistan el 1996. Amb 13 anys, va ser agredida físicament al carrer per no portar burca. Mirant-s'ho en retrospectiva, pensa que ja en aquell moment desitjava ser fotògrafa per a poder mostrar a la societat com vivien les noies jóvens com ella, però la fotografia i altres formes d'expressió creativa estaven prohibides pel règim. De fet, son pare, que tenia una col·lecció de càmeres, va haver de renunciar-hi i fins i tot van ser destruïts els seus àlbums de fotos familiars durant la guerra civil.
Durant l'era dels talibans, es va prohibir a les dones d'educar-se. Ocultant els llibres sota el burca per a no ser enxampada, va assistir a una escola clandestina amb uns 300 estudiants més en una zona residencial de Kabul. Després que les forces dirigides pels Estats Units posessin fi al domini talibà el 2001, va començar l'escola secundària.
El 2004, va ser contractada com a fotògraf per a l'Agence France-Press, una agència de notícies internacional situada a París, i més tard es va incorporar a l'Associated Press a la ciutat de Nova York.
El 2007, va rebre una beca per a cursar el programa de fotoperiodisme de dos anys al Loyalist College de Belleville, al Canadà; no va tornar a l'Afganistan fins al 2010.
El 2009, va fer de becària per a l'Open Society Institute en un projecte de documentari sobre les dones afganeses. Gràcies a això, va merèixer el National Geographic All Roads Photography Programme Merit Award i va ser nominada a la classe magistral Joop Swart de World Press Photo.
El 2016, va ser reconeguda per les fites que havia aconseguit després de graduar-se i va rebre el premi Premier's Award for Creative Arts and Design.
La fotografia de Wahidy ha estat exposada internacionalment, en països com ara l'Afganistan, el Canadà, els Estats Units, l'Índia, el Pakistan, Alemanya, Itàlia, Noruega, Suïssa, la Xina i Finlàndia. D'afegitó, la seva obra apareix al documentari estatunidenc Frame by Frame.
També va fundar l'Associació de Fotògrafs de l'Afganistan, una organització sense ànim de lucra que dona suport als fotògrafs que hi ha a l'Afganistan i als que en provenen i són a l'estranger. Wahidy va crear-la amb la intenció de generar un canvi al país per mitjà de la fotografia. Tenia l'objectiu de tancar la bretxa de coneixement relacionada amb l'art i la fotografia al seu país d'origen i fomentar la comprensió. L'APA permet als fotògrafs afganesos obtenir connexions i millorar la seva carrera professional.